# غذاها با مرغابی

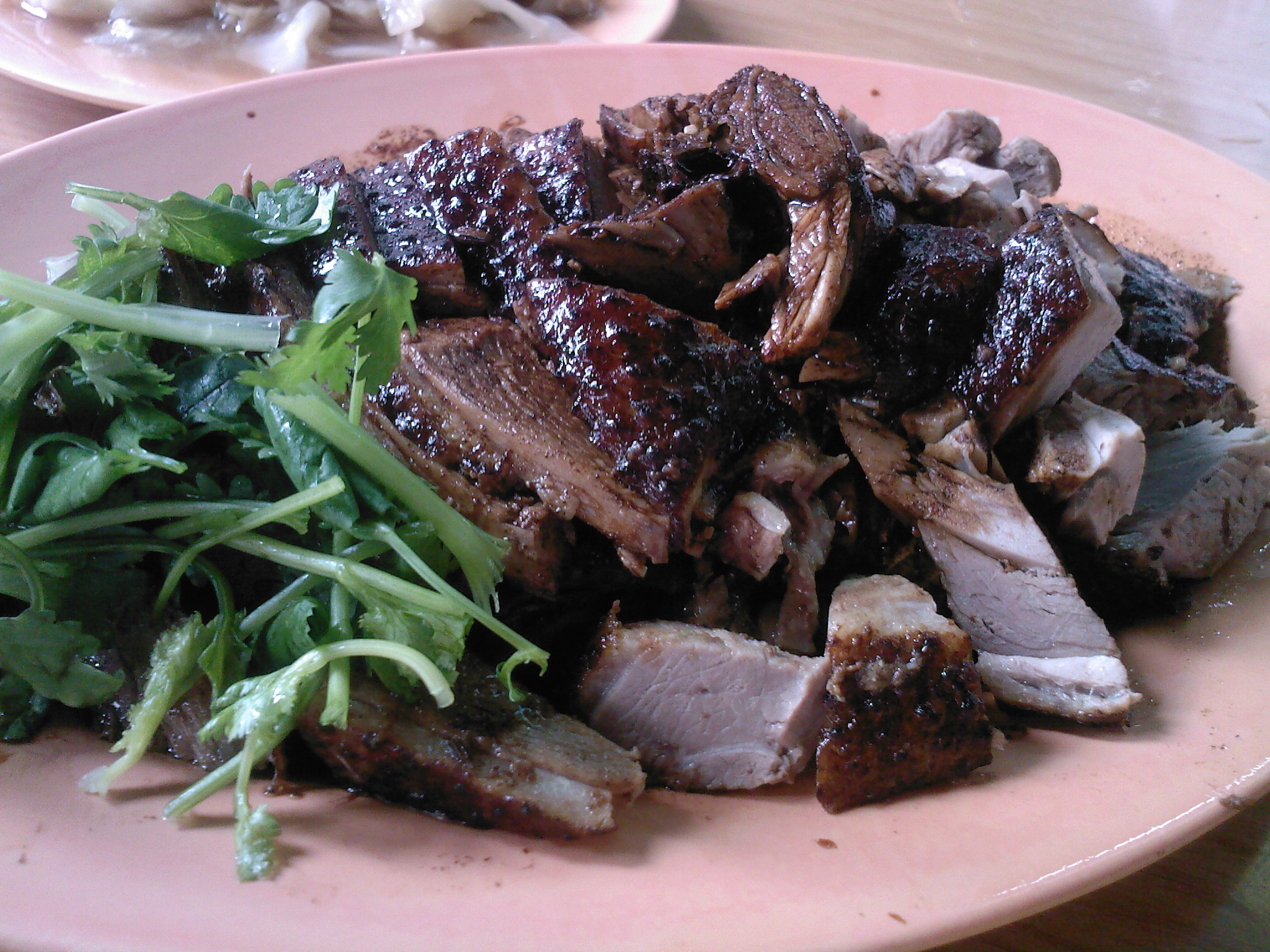
مرغابی سرخ‌شده ، سبک Teochew

در آشپزی و خوراک‌شناسی، مرغابی یا جوجه مرغابی گوشت چندین گونه پرنده از خانواده مرغابیان است که هم در آب شیرین و هم در آب شور یافت می‌شوند. اردک در بسیاری از غذاهای سراسر جهان خورده می‌شود. این یک گوشت پرچرب و پرپروتئین و سرشار از آهن است. جوجه اردک اسماً از یک جانور جوان می‌آید، اما ممکن است صرفاً یک نام منو باشد.
یکی از گونه‌های اردک آب‌شیرین، مرغابی سرسبز ، مرغابی اهلی شده است و از پرندگان رایج دامی در فرهنگ‌های مختلف است. مرغابی پکنی یکی دیگر از نژادهای مهم دام است، به‌ویژه در آمریکای شمالی. نام Magret به طور خاص به سینه یک مرغابی مولارد یا مرغابی اسرائیلی (یا بربری) اشاره دارد که برای تولید جگر چرب به زور تغذیه شده است.

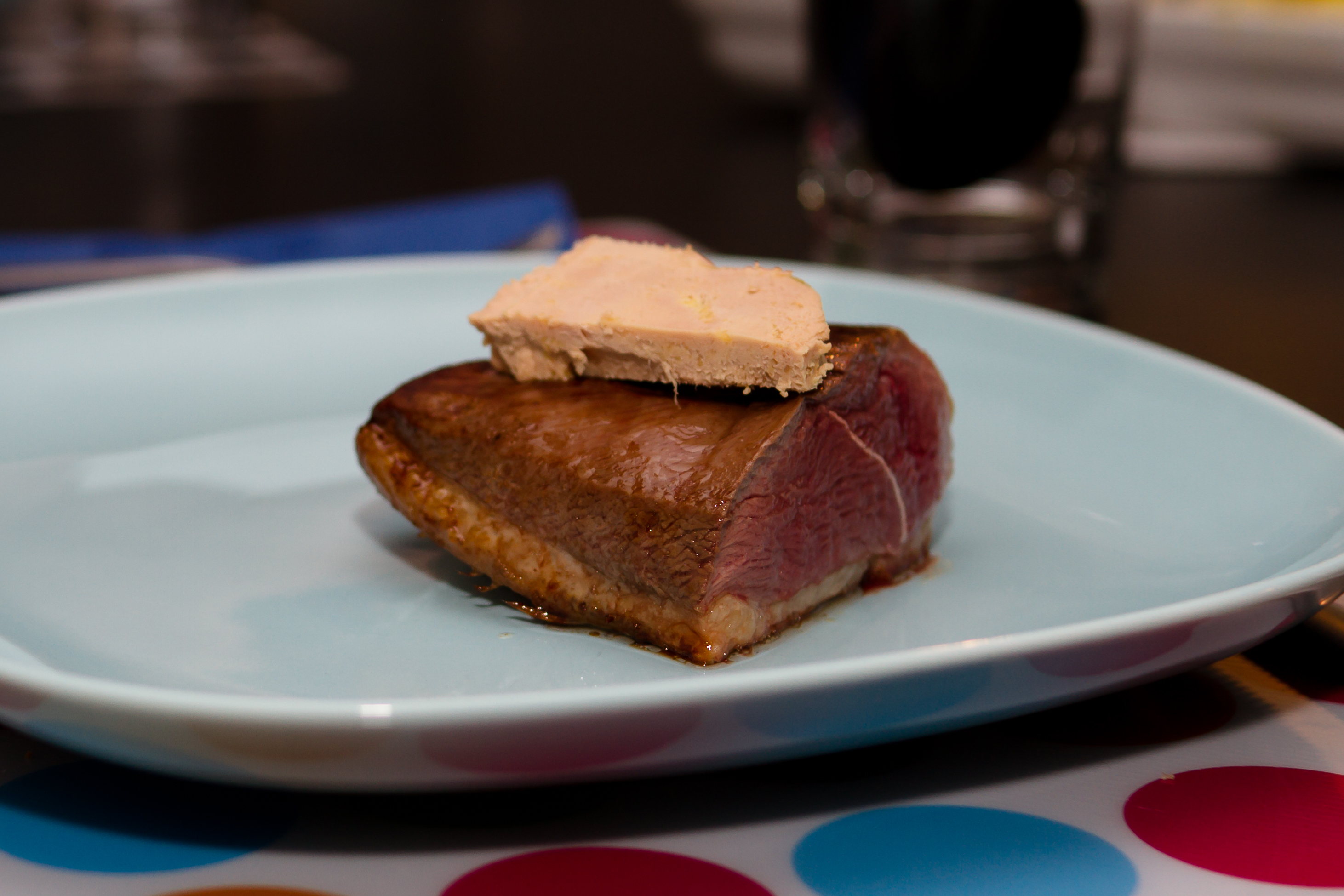
سینه مرغابی با جگر چرب